# Зомба (дистрикт)
Зо́мба (англ. Zomba) — дистрикт у складі Південного регіону Малаві.
Адміністративний центр — місто Зомба, яке не входить до складу дистрикту і утворює окрему адміністративну одиницю.

## Населення
Населення — 746724 особи (2018, 578766 у 2008, 480746 у 1998, 398365 у 1987, 328100 у 1977).
Національний склад:
- ломве — 42,1 %
- яо — 23,2 %
- чева — 5,8 %
- манганджа — 3,6 %
- нгоні — 2,1 %
- сена — 0,6 %
- тумбука — 0,3 %
- інші — 22,3 %

## Склад
Дистрикт складається з 11 адмінодиниць третього порядку:
| Громада, населений пункт   | Площа, км² | Населення, осіб (2018) | Центр |
| -------------------------- | ---------- | ---------------------- | ----- |
| Вищі традиційні громади    |            |                        |       |
| Нгвелеро                   | 117,6      | 34034                  | -     |
| Нкагула                    | 123,2      | 51548                  | -     |
| Нкапіта                    | 172,0      | 45355                  | -     |
| Нтолова                    | 125,5      | 50738                  | -     |
| Традиційні громади         |            |                        |       |
| Кунтуманджі                | 114,7      | 48079                  | -     |
| Малемія                    | 291,9      | 82320                  | -     |
| Мбіза                      | 213,6      | 85311                  | -     |
| Мвамбо                     | 413,0      | 151997                 | -     |
| Мкумбіра                   | 20,3       | 6211                   | -     |
| Млумбе                     | 474,9      | 127300                 | -     |
| Чикові                     | 177,1      | 63831                  | -     |
| Центральні населені пункти |            |                        |       |
| Природоохоронні території  |            |                        |       |